# Ralt

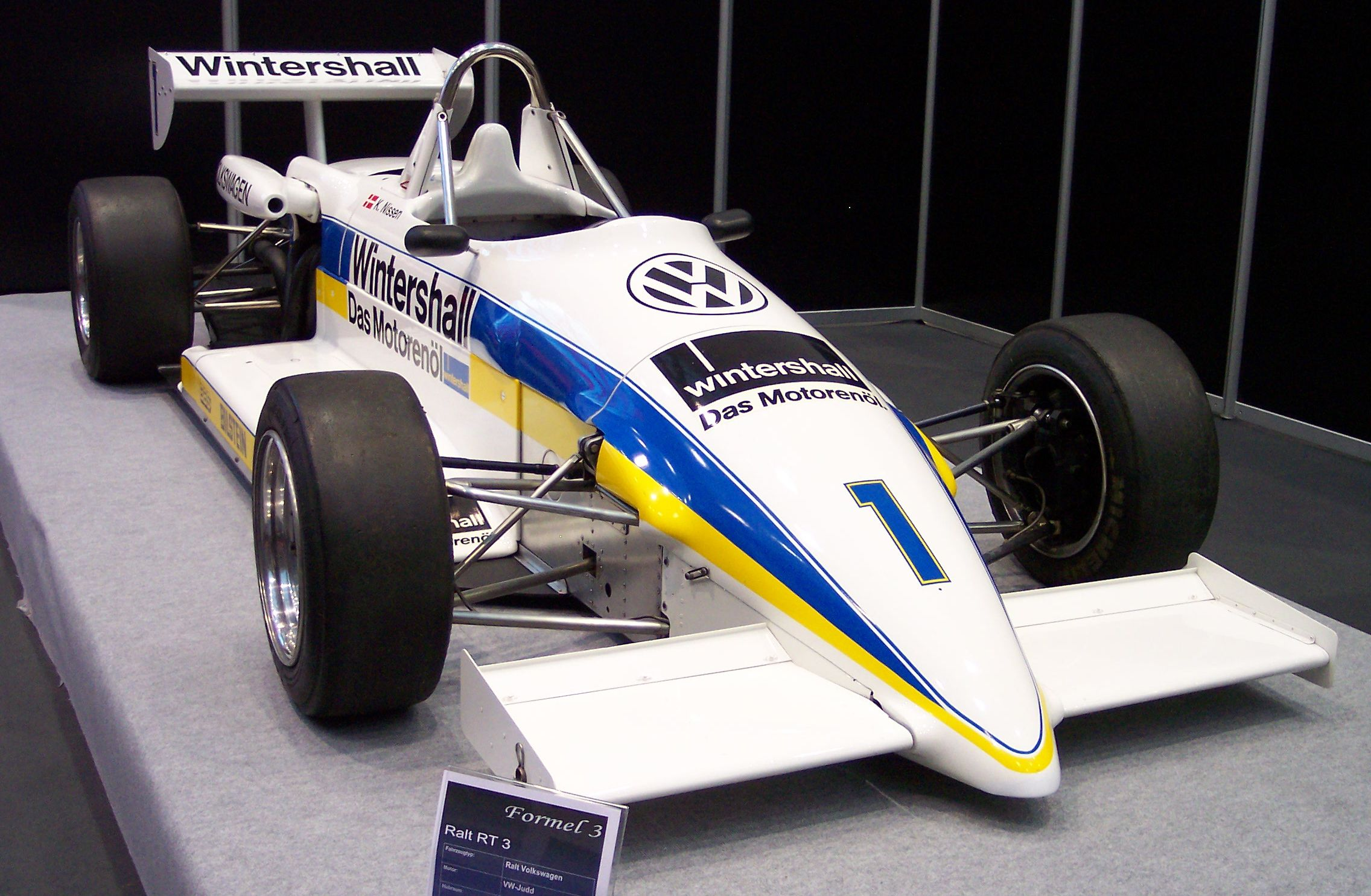
Ralt RT3 von 1986

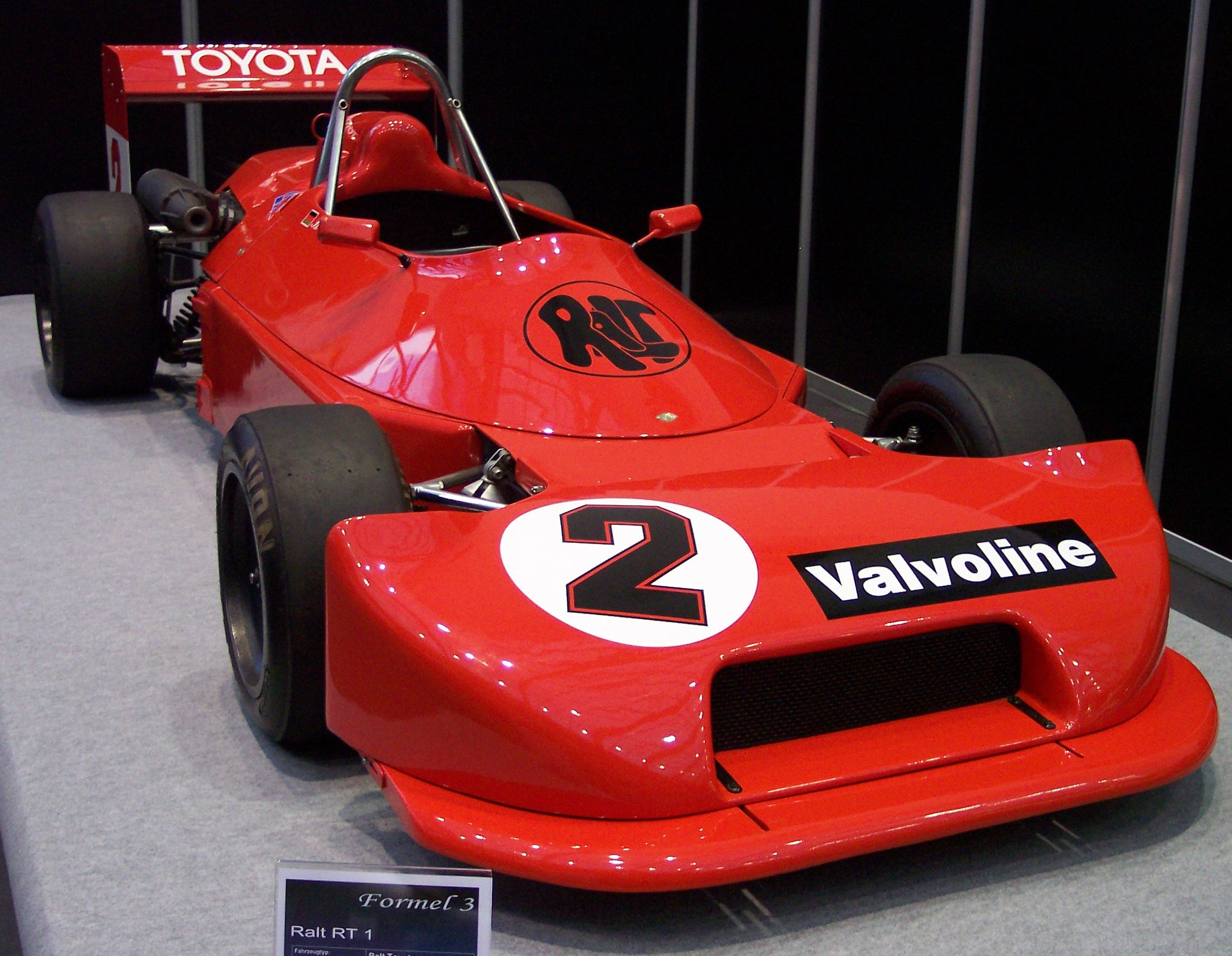
Ralt RT1 von 1978

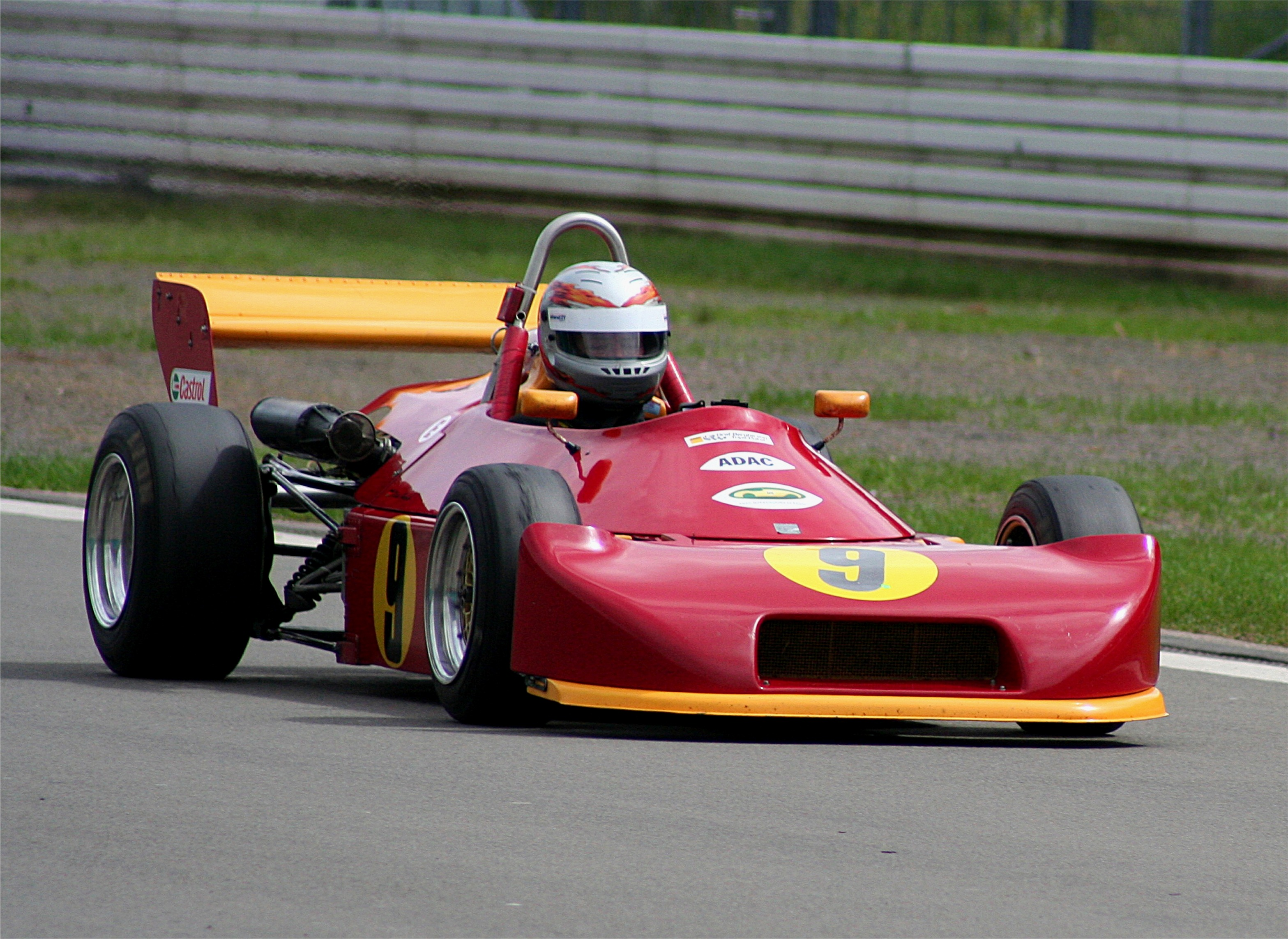
Ralt RT1 von 1976 am 15. Juni 2007 beim DAMC 05 Oldtimer Festival auf dem Nürburgring

Ralt, jetzt RALT Engineering Ltd, war ein Hersteller von Monoposto-Rennwagen für den Formelsport. Das Unternehmen wurde 1974 von Ron Tauranac, dem ehemaligen Mitbesitzer des Brabham-Teams, gegründet. Der Name Ralt setzt sich zusammen aus den Initialen des Firmengründers und seines Bruders (Ron und Austin Lewis Tauranac).
Inzwischen ist es ein Ingenieurs-Team, das sowohl Komponenten für Rennwagen als auch Dienstleistungen wie Konstruktion und Expertise für Fahrzeuge anbietet.

## Geschichte
Ron Tauranac hatte sich im Rennsport einen Namen als Konstrukteur von sicheren und zuverlässigen Fahrzeugen mit hohen Qualitätsansprüchen gemacht. Die ersten Ralt-Wagen fuhren von 1975 bis 1979 in der Formel 2, der Formel 3 und der Formel Atlantic. Formel-3-Wagen auf Basis des RT3 waren bis in die 1990er-Jahre im Einsatz, die Formel-Atlantic-Wagen wurden erst 1998 durch Swift verdrängt. Ein Formel-1-Projekt im Auftrag von Theodore Racing für die Saison 1978 endete nach mehrfachem Scheitern in der Qualifikation erfolglos. Von 1980 bis 1984 war Ralt Partner von Hondas Werkseinsatz in der Formel 2. Pläne für einen Einstieg in die CART-Serie 1985 wurden nicht verwirklicht. Von 1985 bis 1988 war Ralt in der Internationalen Formel-3000-Meisterschaft mit Motoren von Cosworth und Judd vertreten. Im Oktober 1988 wurde Ralt von March aufgekauft.

## Meisterschaften (Auswahl)
- 1975: Europäische Formel-3-Meisterschaft mit Larry Perkins
- 1976: Deutsche Formel-3-Meisterschaft mit Bertram Schäfer
- 1977: Italienische Formel-3-Meisterschaft mit Elio de Angelis
- 1978:
  - Europäische Formel-3-Meisterschaft mit Jan Lammers
  - Deutsche Formel-3-Meisterschaft mit Bertram Schäfer
  - Britische Formel-3-Meisterschaft mit Derek Warwick und Nelson Piquet
- 1980–1984: fünf Britische Formel-3-Meisterschaften in Folge mit Stefan Johansson, Jonathan Palmer, Tommy Byrne, Ayrton Senna und Johnny Dumfries
- 1981, 1983 und 1984: Formel-2-Europameisterschaften mit Geoff Lees, Jonathan Palmer, Mike Thackwell
- 1983: Europäische Formel-3-Meisterschaft mit Pierluigi Martini